# Efferia tortola
Efferia tortola är en tvåvingeart som först beskrevs av Charles Howard Curran 1928.  Efferia tortola ingår i släktet Efferia och familjen rovflugor. Inga underarter finns listade i Catalogue of Life.